# Prześwietlenie
Prześwietlenie (Radiografia) és un curtmetratge documental polonès dirigit l'any 1974 per Krzysztof Kieślowski. .

## Argument
La pel·lícula mostra pacients que pateixen tuberculosi sota tractament en un sanatori de Sokołowsko i el seu desig de tornar a una vida normal..